# ویسوکا (ناحیه میلنیک)
ویسوکا (به چکی: Vysoká) یک منطقهٔ مسکونی در جمهوری چک است که در ناحیه میلنیک واقع شده‌است. ویسوکا ۲۸٫۴ کیلومتر مربع مساحت و ۸۳۹ نفر جمعیت دارد و ۳۱۵ متر بالاتر از سطح دریا واقع شده‌است.